# Митинский сельсовет (Красногорский район)
Митинский сельсовет — упразднённая административно-территориальная единица, существовавшая на территории Московской губернии и Московской области до 1984 года.

## Митинский сельсовет до 1954 года
Митинский с/с был образован в первые годы советской власти. По данным 1921 года он входил в состав Ульяновской волости Московского уезда Московской губернии. В том же году Митинский с/с был передан в новую Павшинскую волость.
В 1929 году Митинский с/с был отнесён к Сходненскому району Московского округа Московской области.
27 сентября 1932 года Митинский с/с был передан в Красногорский район.
14 июня 1954 года Митинский с/с был упразднён, а его территория передана в Спасский с/с.

## Павшинский сельсовет до 1963 года
Павшинский сельсовет был образован в первые годы советской власти. По данным 1921 года он входил в состав Ульяновской волости Московского уезда Московской губернии. В том же году Павшинский с/с был передан в новую Павшинскую волость.
В 1929 году Павшинский с/с был отнесён к Сходненскому району Московского округа Московской области.
27 сентября 1932 года Павшинский с/с был передан в Красногорский район.
14 июня 1954 года к Павшинскому с/с был присоединён Пенягинский с/с.
22 июня 1954 года из Павшинского с/с в Воронковский было передано селение Гольево.
30 декабря 1959 года к Павшинскому с/с был присоединён Спасский с/с.
1 февраля 1963 года Красногорский район был упразднён и Павшинский с/с вошёл в Звенигородский сельский район.

## Митинский сельсовет в 1963—1984 годах
31 августа 1963 года центр Павшинского с/с был перенесён в селение Митино, а сам сельсовет был переименован в Митинский.
11 января 1965 года Митинский с/с был возвращён в восстановленный Красногорский район.
17 февраля 1984 года Митинский с/с был передан в Тушинский район Москвы.
11 декабря 1985 года Митинский с/с Тушинского района Москвы был упразднён, а его территория была включена в районную черту Тушинского района Москвы.